# Lobu Siregar II
Lobu Siregar II is een bestuurslaag in het regentschap Tapanuli Utara van de provincie Noord-Sumatra, Indonesië. Lobu Siregar II telt 1923 inwoners (volkstelling 2010).